# Ive (musikgrupp)
Ive (hangul: 아이브; stiliserat som IVE) är en sydkoreansk tjejgrupp bildad av Starship Entertainment. Gruppen består av sex medlemmar: Yujin, Gaeul, Rei, Wonyoung, Liz, och Leeseo. Gruppen hade sin debut den 1 december 2021, med sitt första singelalbum Eleven.

## Karriär

### 2018–2021: Före debuten
Yujin och Wonyoung deltog i Produce 48 år 2018, där de slutade på 5:e plats respektive 1:a plats. Som två av tolv framgångsrika deltagare fortsatte de med att bli medlemmar i den sydkoreanska musikgruppen Iz*One. De var med i gruppen tills den skingrades 2021.

### 2021–: Introduktion och debut
Den 2 november 2021 avslöjade Starship Entertainment att de skulle bilda en ny tjejgrupp, den första sedan WJSN 2016. Medlemmarna blev avslöjade en om dagen från den 3 till 8 november (i ordning: Yujin, Gaeul, Wonyoung, Liz, Rei, och Leeseo). Den 8 november 2021 avslöjade Starship att gruppen skulle ha debut den 1 december.  Två dagar senare blev det avslöjat att gruppen skulle ha debut med sitt singelalbum Eleven. Den 1 december 2021, släppte gruppen sitt första singelalbum Eleven, med huvudsingeln som hade samma namn. Gruppen gjorde sin sändningsdebut på KBS2:s Music Bank den 3 december och framförde "Eleven".